# Guarany Futebol Clube (Camaquã)
O Guarany Futebol Clube, conhecido como Guarany de Camaquã, é um clube brasileiro de futebol, sediado na cidade de Camaquã, no Rio Grande do Sul. Já disputou competições profissionais, mas atualmente trabalha apenas com competições amadoras e de base

## História
Fundado no ano de 1946 por atletas do Atlético Camaqüense, inconformados com aquele clube, optaram for formar um novo clube, sendo inspirados pelo Guarany de Bagé, clube do qual tiveram contato ao prestar serviço militar obrigatório na cidade.
Se profissionalizou em 2010, obtendo a sua melhor campanha na divisão de acesso de 2012. No entanto, em 2013 foi rebaixado e se licenciou no ano seguinte. Em 2017 disputou pontualmente a terceira divisão de 2017. Logo antes do campeonato daquele ano, houve um incêndio no alojamento dos atletas, apenas com perdas patrimoniais.